# Солярис (фильм, 2002)
«Солярис» (англ. Solaris) — фантастическая драма 2002 года режиссёра Стивена Содерберга по одноимённому роману Станислава Лема.

## Сюжет
Психолог Крис Кельвин летит на космическую станцию Афина, вращающуюся на орбите планеты Солярис. На станции находятся учёные, которые уже давно не выходят на связь. Кельвину необходимо узнать, что именно произошло на станции, и можно ли дальше продолжать научное исследование планеты.
Прилетев на станцию, он узнаёт, что большая часть экипажа, и среди них его старый друг Гибарян, покончили жизнь самоубийством или пропали, а двое оставшихся учёных явно не в себе. Ночью Кельвин понимает, что на станции действительно происходят странные вещи: в его каюте появляется давно умершая жена Рея. Кельвин не верит в происходящее и обманом сажает её в шаттл и отправляет в космос. Но вскоре Рея появляется снова, однако теперь она не помнит своего предыдущего появления. Гордон и Сноу рассказывают Кельвину о загадочных «гостях», приходящих ночью, во время сна. Предполагается, что к этому причастен живой океан Соляриса.
Гордон предлагает способ уничтожения «гостей». Но Кельвин против, так как сильно привязался к ненастоящей Рее. Случайно копия узнаёт о своём истинном происхождении и пытается покончить жизнь самоубийством, выпив жидкий кислород, но безрезультатно. В конце концов Рея втайне от Кельвина добровольно идёт на уничтожение. Гордон с трудом успокаивает Кельвина. После этого они находят тело Сноу, и копия учёного раскрывает свою личность. Но выясняется, что Солярис быстро увеличивает массу, и станция падает на планету. Гордон спасается на шаттле, но Кельвин остаётся. Станция, по-видимому, разрушается.
Крис оказывается у себя дома, где режет палец, точно так же, как перед отлётом, но порез моментально заживает. После этого он видит Рею.

## В ролях
| Актёр           | Роль                |
| --------------- | ------------------- |
| Джордж Клуни    | Доктор Крис Кельвин |
| Наташа Макэлхон | Рея (Хари)          |
| Виола Дэвис     | Гордон (Сарториус)  |
| Джереми Дейвис  | Сноу (Снаут)        |
| Джон Чо         | агент DBA           |

## Съёмочная группа
- Авторы сценария: Стивен Содерберг
- Режиссёр: Стивен Содерберг
- Продюсер: Джеймс Камерон, Джон Ландау
- Оператор: Стивен Содерберг
- Художник по костюмам: Милена Канонеро

## Отзывы
Отзывы С. Лема на данную экранизацию в разных интервью несколько противоречивы: от сдержанно положительных до отрицательных.
Из журнала «Lampa», Варшава, 2004, № 4:

Содерберг сделал «Солярис» — я думал, что худшим был «Солярис» Тарковского… Я ничего не написал о том, что фильм мне нравится. Я не написал, что он мне не нравится. Это не то же самое. Знаете, добрый злодей это не то же самое, что злой добродей. Есть разница… Мне ведь не говорили, чтобы я соглашался, потому что заработаю денег, а только «вы не имеете понятия, какие технические возможности есть у Голливуда», и я поверил. Я не предполагал, что этот болван, извините, режиссёр, выкроит из этого какую-то любовь, это меня раздражает. Любовь в космосе интересует меня в наименьшей степени. Ради Бога, это был только фон. Но я всё-таки человек достаточно воспитанный. Поэтому не набросился на этого Содерберга, это не имеет смысла. У меня была стопка американских рецензий, и я видел, что все старались, потому что Содерберг известен, исполнитель главной роли очень известен, и поэтому на них не навешивали всех собак… Кроме этого, автору как-то не положено особо возмущаться, ну не положено.

Отрывок интервью со Станиславом Лемом 2004 года:

Лукаш Мацеевский: Зато ваше мнение о новейшей голливудской версии «Соляриса» 2002 года в режиссуре Стивена Содерберга оказалось неожиданно положительным. Ещё раньше вы отказались от права на вмешательство в фильм.
Станислав Лем: Отказ от прав на какое-либо вмешательство вместе с отказом от так называемого «moral droits» было основным условием подписания договора с киностудией «Двадцатый век Фокс». Я не имел и не хотел иметь никакого влияния на эту экранизацию.
Лукаш Мацеевский: У фильма Стивена Содерберга, по-моему, нет настроения вашего романа — у него собственное настроение, создаваемое, в частности, музыкой. Он не развивает важнейшие нити книги, но интересным способом выстраивает другие.
Станислав Лем: Охотно соглашусь с вашим мнением. Я считаю, что пока экранизация не выходит открыто за пределы духа оригинала, не искажает и не противоречит содержащейся там интерпретации мира, любой создатель имеет право направиться своей собственной дорогой. Хотя я признаю, что видение Содерберга не лишено амбиций, вкуса и атмосферы, но выдвижение на первый план любовной линии не вызвало у меня восхищения. Эта картина прекрасно пахнет, но из целого букета, какой предоставляет собой книга, я предпочитаю другие ароматы. «Солярис» — это в определённом смысле речной бассейн, Содерберг выбрал только один из его притоков. Проблема в том, что даже такая, трагически-романтичная, экранизация должна быть слишком сложной для массового потребителя, которого кормят голливудской кашей. Если бы кто-нибудь когда-нибудь решился точно и целиком перенести мою книгу на экран, опасаюсь, что результаты были бы понятны для узкой группы зрителей.
Лукаш Мацеевский: Содерберг, похоже, необычайно боялся вашего мнения о фильме, он был убеждён, что вы высмеете его версию.
Станислав Лем: Я снял с него вину, в определённом смысле дав Содербергу благословение.

## Факты
- В фильме с целью сделать имена более удобно звучащими для англоязычной аудитории были изменены оригинальные имена героев: Снаут в фильме стал Сноу, Хари превратилась в Рею, Сарториус стал афроамериканской женщиной по имени Гордон, а имя Гибаряна звучит как Джибариан.
- В самом начале съёмок фильм предполагался как ремейк одноименного фильма Тарковского.
- Фильм вошёл в список категории «R» всего из-за одной сцены с обнажённым персонажем Джорджа Клуни (хотя в этой сцене был задействован дублёр).